# The Black Hand (film 1906)
The Black Hand è un cortometraggio muto del 1906 diretto da Wallace McCutcheon.
Uno dei primissimi film gangster della storia del cinema, è anche il primo ad occuparsi della mafia italoamericana e della pratica dei rapimenti e delle estorsioni ai danni di membri delle comunità italoamericane, soprattutto commercianti. La "Mano Nera" diventa il nome stesso del gruppo criminale, il primo nome con cui le organizzazioni mafiose italoamericane diventano conosciute al grande pubblico.
Il titolo è stato utilizzato varie volte dal cinema: nel 1912 uscirà poi un The Black Hand prodotto dall'Eclair American e l'anno seguente, il 1913, un The Black Hand prodotto dalla Kalem. I film hanno in comune solo il titolo, trattando soggetti diversi.

## Trama
I membri della "Mano Nera" rapiscono la figlia di un macellaio italoamericano per non aver pagato una somma di mille dollari. Il commerciante collabora con la giustizia, portando all'arresto dei malviventi e alla liberazione della fanciulla.

## Produzione
Il film fu prodotto dall'American Mutoscope & Biograph. Gli esterni furono girati il 15 e 16 marzo nella Seventh Avenue, a New York.

## Distribuzione
Distribuito dalla American Mutoscope & Biograph, il film uscì nelle sale cinematografiche USA il 29 marzo 1906. Aveva come sottotitolo True Story of a Recent Occurance in the Italian Quarter of New York. Copie del film sono conservate negli archivi della Library of Congress e in quelli del Museum of Modern Art. Nel 2007, è uscito in un'antologia di cortometraggi muti dal titolo Treasures III - Social Issues in American Film (1900-1934) pubblicata in DVD (NTSC) dal National Film Preservation Foundation.